# Leucania yu
Leucania yu là một loài bướm đêm trong họ Noctuidae.